# مجید کاووسی‌فر
مجید کاووسی‌فر (۱۳۵۸–۱۳۸۶)، شهروند ایرانی و عامل ترور قاضی حسن احمدی مقدس بود. وی در ۱۱ مرداد ۱۳۸۴ با همکاری برادرزاده‌اش، حسین کاووسی‌فر، قاضی مقدسی را در مقابل محل کارش در دادسرای ارشاد، در خیابان وزرای تهران، با اسلحه ترور کرد و متواری شد. مجید و حسین کاووسی‌فر ۱۶ ماه پس از انجام ترور در ابوظبی، پایتخت امارات دستگیر و ۶ ماه بعد در سالروز درگذشت قاضی مقدسی حکم اعدام آنها در ملاء عام در همان مکان ترور انجام شد، وی تا لحظه اعدام اظهار پشیمانی نکرد و با لبخند به پای چوبه دار رفت.

## دستگیری و اعدام
کاووسی‌فر مدتی پس از قتل قاضی مقدس، خود را به عنوان عامل ترور او به سفارت آمریکا در ابوظبی معرفی و درخواست پناهندگی کرد. مأموران سفارت پس از شنیدن اظهارات وی، او را به پلیس امارات تحویل دادند. او دو سال پس از انجام ترور، در سالروز آن و در همان محل اعدام شد. تمام مدت بازداشت وی در زندان امنیتی ۲۰۹ گذشت و حکم اعدامش توسط ابوالقاسم صلواتی صادر شده بود. جسد او در بهشت زهرا قطعهٔ ۳۵ ردیف ۷۵ شمارهٔ ۲۴۵ دفن شده‌ است.
کاووسی‌فر پیش از اعدام، لبخند به لب داشت و لحظاتی پیش از اعدام، با دست بسته، برای مردم دست تکان داد.

## ادعای قاضی مرتضوی و رسانه‌های حکومتی
قاضی مرتضوی مدعی شد که متهمان دارای سابقهٔ چندین مورد سرقت مسلحانه از بانک‌ها، قتل نگهبان بانک و سرقت خودرو بوده‌اند. با این وجود مرتضوی چندی پیش از اجرای حکم آن‌ها گفت: «تا همین لحظهٔ آخر، این اشخاص به هیچ وجه از کرده‌هایشان پشیمان نبودند و می‌گفتند، می‌خواستیم آن‌قدر مسئول و قاضی در این مملکت بکشیم تا اشک رئیس قوهٔ قضاییه در بیاید».
براساس ادعای رسانه‌های وابسته به جمهوری اسلامی، وی افزون بر ترور قاضی مقدس، در سال‌های گذشته ۵ بار از بانک‌های شرق تهران سرقت مسلحانه انجام داده که طی آن‌ها یک محافظ و یک ارباب رجوع بانک کشته شده و شماری از کارمندان و محافظان شعبه‌های یاد شده مجروح شده‌اند. همچنین رسانه‌های دولتی مدعی شدند که وی افزون بر این، تعدادی خودرو و نیز اسلحهٔ مأموران بانک و مأمور یکی از سفارتخانه‌های خارجی در تهران را نیز سرقت کرده‌ است.